# 未来教授サワムラZ
未来教授サワムラZ（みらいきょうじゅさわむらゼット）は、フジテレビで2008年4月11日から同年9月19日まで半年間放送されていたバラエティ番組である。

## 番組概要
- 日産自動車一社提供の番組。
- 2007年10月19日から放送している「未来教授サワムラ」を「未来教授サワムラZ」に改め、ゲスト枠を廃止し新たにビビる大木がレギュラーになる。番組内容も、かつて誰もやったことのないジャンルに新たな可能性を求め、学術的に研究する・・・に変更。シーズン途中からテーマを「気になる力・確率・BGM」の3つに絞り放送している。
- 2008年9月19日に終了した。

## 出演者

### 司会
- 教授:沢村一樹
- 助手:大島由香里（当時フジテレビアナウンサー）
- 研究員:ビビる大木

### ゲストとテーマ
第1回「オネェキャラ」　
第2回「テレビ番組でよく聞くBGMの効果 」　
第3回「人気不人気ランキング」　
第4回「漫画の名台詞　ダンディ編 」　
- 岩井志麻子

第5回「今まで誰もやったことのない確率」　

## スタッフ
- 企画：中島寛朗（フジテレビ）
- 構成：田中到、オークラ、ゴウヒデキ、なかじまはじめ
- リサーチ：デーブ八坂、河野有、田上歳三
- SW：長瀬正人
- VE：宮本学
- VTR：加藤信之
- MIX：松本政利
- 照明：関本春香
- 美術プロデューサー：木村文洋
- セットデザイン：野口陽介
- 美術進行：小山千香子
- 大道具：葛西剛太、木村邦春
- メイク：高橋美帆
- スタイリスト：多田佳世
- イラスト：ニイルセン
- VTR編集：菊池正吾
- MA：阿部祥高
- 音効：岡田貴志
- デジタルコンテンツ：二宮麻耶子、清水美幸
- 広報：佐々木順子（フジテレビ）
- AD：長島佳之、塚田真一郎
- FD：西村隆志
- ディレクター：中内竜也 、糸柳亮、伊藤雄太
- 総合演出：後藤隆一郎
- プロデューサー：小野寺春佳、堀川英男
- 技術協力：ニューテレス、テレテック、IMAGICA
- 美術協力：フジアール
- 制作協力：エーステレビ
- 制作著作：フジテレビ

## ネット局
- フジテレビ（金曜 25:05-25:35）
- テレビ長崎（火曜 25:15-25:45）
- 東海テレビ（木曜 25:35-26:05）
- テレビ愛媛（土曜 14:25-14:55）